# Vaiben Solomon

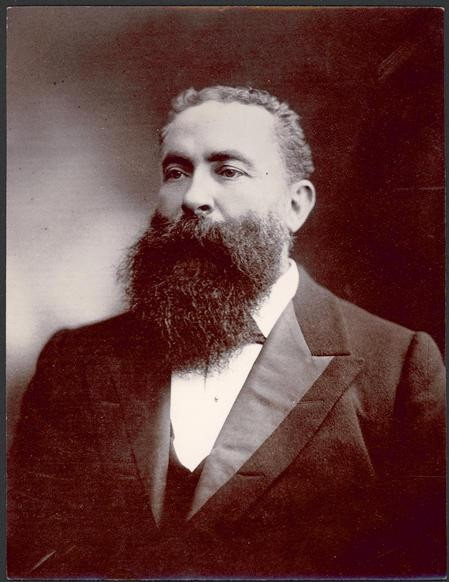
Vaiben Solomon

Hon. Vaiben Louis Solomon (* 13. Mai 1853 in Adelaide, South Australia; † 20. Oktober 1908 ebenda) war ein australischer konservativer Politiker der National Defence League sowie der Free Trade Party, der unter anderem von 1890 bis 1901 Mitglied des South Australian House of Assembly sowie 1899 für sieben Tage Premierminister von South Australia war. Er war bislang der einzige jüdische südaustralische Premierminister und der Premier mit der kürzesten Amtszeit. Er war zudem zwischen 1901 und 1903 Mitglied des Australischen Repräsentantenhauses sowie von 1905 bis zu seinem Tode 1908 noch einmal Mitglied des South Australian House of Assembly.

## Leben

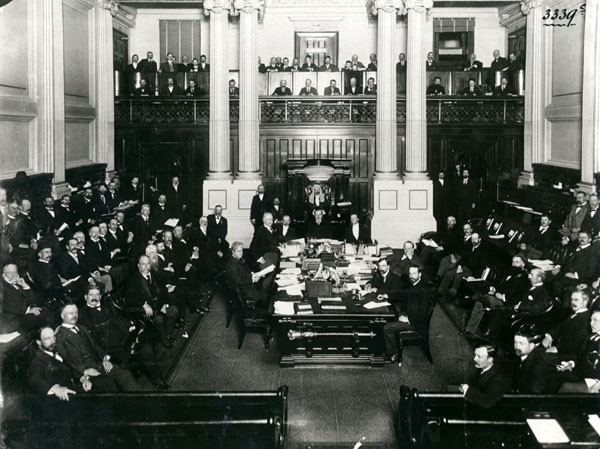
Solomon war ferner zwischen 1901 und 1903 Mitglied des Australischen Repräsentantenhauses.

Vaiben Louis Solomon stammte aus einer jüdischen Familie und war in verschiedenen Bereichen als Unternehmer tätig. Bei der Wahl am 18. April 1890 wurde er für den neu geschaffenen Wahlkreis Northern Territory erstmals zum Mitglied des South Australian House of Assembly gewählt, des Unterhauses des Parlaments von South Australia, und vertrat diesen Wahlkreis mit einer kurzen Unterbrechung zwischen dem 5. März und dem 25. Mai 1891 bis zum 9. Mai 1901, woraufhin dieser Sitz von Samuel James Mitchell übernommen wurde. Das Northern Territory stand zwischen dem 6. Juli 1863 und dem 1. Januar 1911 unter der Verwaltung von South Australia. Trotz persönlicher finanzieller Schwierigkeiten machte er sich schnell einen Namen in der Legislativversammlung und fungierte sowohl während der zweiten Regierung von Premier Thomas Playford II (19. August 1890 bis 21. Juni 1892) als auch der zweiten Regierung von Premier John Downer (15. Oktober 1892 bis 16. Juni 1893) als Government Whip und damit als Parlamentarischer Geschäftsführer der konservativen Regierungsfraktion. Er war 1897 auch Delegierter der Australian Federation Convention, die die Gründung des Australischen Bundes zum 1. Januar 1901 vorbereitete, und war auch Mitglied des Kongresses, der die Verfassung von Australien festlegte. Er wurde 1899 Nachfolger von John Downer als Oppositionsführer und stürzte die liberale Regierung von Premier Charles Kingston aufgrund des Vorschlags des Premierministers, allen Hausbesitzern und ihren Frauen das Wahlrecht zu geben.
Daraufhin wurde Solomon am 1. Dezember 1899	als Kingstons Nachfolger selbst Premierminister von South Australia. Allerdings musste er bereits nach einer Woche am 8. Dezember 1899 zurücktreten, nachdem der nunmehrige Oppositionsführer Frederick Holder für eine Vertagung der Legislativversammlung gestimmt hatte. Solomon, der in seiner Regierung zwischen dem 1. und 8. Dezember 1899 auch den Posten als Schatzminister (Treasurer) bekleidete, war damit bislang der einzige jüdische und der südaustralische Premier mit der kürzesten Amtszeit. Daraufhin bildete Holder am 8. Dezember 1899 als Premier seine zweite Regierung, während Solomon wiederum die Funktion als Oppositionsführer übernahm.
Nach der Gründung des Australischen Bundes wurde Vaiben Solomon bei der ersten Parlamentswahl in Australien am 29./30. März 1901 für die Free Trade Party für South Australia zum Mitglied des Australischen Repräsentantenhauses gewählt, des Unterhauses des Australischen Parlaments. Er war zwischen dem 5. Juni 1901 und dem 22. Oktober 1903 Mitglied des Geschäftsordnungsausschusses sowie zugleich vom 20. Juni 1901 bis zum 23. November 1903 temporärer Vorsitzender von Ausschüssen. Bei der zweiten Parlamentswahl in Australien am 16. Dezember 1903 kandidierte er für die Free Trade Party im Wahlkreis Boothby, unterlag dabei jedoch dem Kandidaten der Australian Labor Party Lee Batchelor.
Nach seiner Wahlniederlage wurde Vaiben Solomon bei der Wahl am 27. Mai 1905 für die National Defence League (NDL) im Wahlkreis Northern Territory nochmals zum Mitglied des South Australian House of Assembly gewählt, dem er nunmehr bis zu seinem Tode am 20. Oktober 1908 angehörte. 
Solomon war zwei Mal verheiratet. Aus seiner ersten am 6. Dezember 1880 geschlossenen Ehe mit Mary Ann Bridgland (1856–1885) ging eine Tochter hervor. Am 22. Juli 1896 heiratete er in zweiter Ehe Alice Cohen († 1954). Aus dieser Ehe gingen der Sohn Vaib Solomon (1897–1982), ein Unternehmer und Schriftsteller, die Tochter Esther Lipman (1990–1991), die als erste Frau Mitglied des Stadtrates, Beigeordnete und stellvertretende Bürgermeisterin von Adelaide war, sowie eine weitere Tochter hervor.

## Veröffentlichungen
- Solomon’s guide to Western Australia and its goldfields 1894, WK Thomas, Adelaide 1894
- Election for the Northern Territory. To the electors, The Critic, Adelaide 1899
- Federal election, district of Boothby. An address to the electors, VL Solomon, Adelaide 1903
- Transfer of the Northern Territory to the Commonwealth, WK Thomas Adelaide 1907
- Australia at play. Suggested by „America at work“, Hussey & Gillingham, Adelaide 1908

## Hintergrundliteratur
- D. H. Jaensch: Political Representation in Colonial South Australia, 1857–1901, Ph.D. Thesis, University of Adelaide, 1974